# Hertigdömet Österrike
Hertigdömet Österrike var ett riksfurstendöme i Tysk-romerska riket som bildades 1156 då Markgrevskapet Österrike skildes från hertigdömet Bayern och bildade ett eget hertigdöme. Det indelades sedan 1200-talet i Nedre och Övre Österrike. Hertigdömet löd först under huset Babenberg och därefter under huset Habsburg.
Den förste habsburgare som nyttjade titeln "ärkehertig" var Rudolf IV av Österrike (1356–1365). Allmänt erkännande vann titeln först 1453 då kejsar Fredrik II:s antog titeln i sin egenskap av huvudman för huset Habsburg, varefter Österrike blev känt som ärkehertigdömet Österrike, vilket sedermera blev kärnland i den Habsburgska monarkin.

## Hertigdömet Österrike under Huset Babenberg
Markgrevskapet Österrike blev ett hertigdöme när det befriades från sitt gamla beroende av hertigdömet Bayern (1156). Henrik II av Österrike gjorde Wien till sitt residens. Hans son Leopold V den dygdige (1177–1194) vann Steiermark, sedan den hertigliga ätten där utslocknat 1192. Han deltog i tredje korståget, men återvände redan 1191, sedan han råkat i tvist med Rikard Lejonhjärta. När Rikard i slutet av 1192 på sin hemresa från Palestina for genom Österrike, greps han av Leopold och insattes på klippborgen Dürnstein samt utlämnades året därpå till kejsar Henrik VI mot en betydlig penningsumma. Även sonen Fredrik II den katolske (1194–1198) företog ett korståg, på vilket han dog.
Hans broder Leopold VI den ärorike (1198–1230) var den mest framträdande i Huset Babenberg. Under tronstriderna efter kejsar Henrik VI:s död höll han sig alltid till den starkare parten och slutade sålunda som vän till kejsar Fredrik II. Han företog korståg till Spanien 1212 och (med Andreas II av Ungern) till Palestina 1217 samt därifrån 1219 på egen hand till Egypten. För sina länders inre utveckling arbetade han med iver och framgång. Handeln uppblomstrade, och samtidigt var hans hov en bildningens medelpunkt. Hans son Fredrik II den stridbare (1230–1246) låg i ständiga krig mot sina grannar, mot kejsaren och även mot sina undersåtar. Han förklarades 1236 i riksakt och fråndömdes sina länder, men lyckades till sist behålla dem och försonade sig 1240 med kejsaren, vilken 1245 förlänade honom Krain, som han ärvt 1234 efter den därvarande markgrevesläktens utslocknande. Fredrik stupade i ett krig mot konung Béla IV av Ungern och var den siste av sin ätt.

## Inre stridigheter
Efter babenbergarnas död utbröt häftiga strider om deras besittningar mellan olika arvspretendenter. Slutligen lyckades det Ottokar II av Böhmen (gift med hertig Fredriks syster Margareta) att under 1250- och 1260-talen småningom rycka till sig det ena landet efter det andra, och han kom 1269 genom testamente i besittning även av Kärnten och största delen av Krain. Även kejsarkronan sökte han vinna, men kurfurstarna valde i stället greve Rudolf av Habsburg. Då Ottokar inte ville erkänna honom, tvang Rudolf honom 1276 att avstå från Kärnten och Krain, och då Ottokar följande år åter grep till vapen, stupade han 1278 i Marchfeldslaget vid Dürnkrut. Alla de babenbergska länen indrogs då till kronan, men Ottokars son fick behålla Böhmen och Mähren.
Till en början lämnade Rudolf Österrike åt Bayern, men 1281 åt sin son Albrekt, och sedan kurfurstekollegiet samtyckt därtill, insattes Rudolfs söner Albrekt och Rudolf högtidligen 27 december 1282 till herrar över Österrike, Steiermark och Krain, men redan 1283 förordnades, att Albrekt ensam skulle utöva regeringsmyndigheten. Kärnten lämnades 1286 till greve Meinhard av Tyrolen.

## Hertigdömet under Huset Habsburg
Albrekt I (1282–1308) ägde utom dessa nyförvärvade länder även habsburgarnas gamla besittningar väster om Bodensjön på båda sidor om Rhen, vilka sedermera brukade kallas Främre Österrike. Hans försök att utvidga sitt välde i Schweiz misslyckades. Albrekt, som även var tysk konung (1298–1308), mördades av sin brorson Johannes Parricida och efterlämnade fem söner, av vilka Fredrik I den sköne (1308–1330) och Leopold I (1308–1326) var myndiga och tillsammans övertog regeringen. Fredrik sökte efter Henrik VII:s död vinna den tyska kungakronan, valdes av ett parti och bekrigade den av motpartiet valde konungen, Ludvig av Bayern, men blev tillfångatagen vid Mühldorf 1322 och återfick friheten först efter tre år. Leopold, som sökte återtaga Schweiz, led nederlaget vid Morgarten 1315.
Efter Fredriks död övertogs regeringen av hans två yngre bröder Albrekt II (1330–1358) och Otto (1330–1339). Deras politik bestämdes av rivaliteten mellan de tre mäktiga husen Wittelsbach, Habsburg och Luxemburg, vilka var grannar och alla sökte utvidga sina områden. Habsburgarna lyckades 1335 som län förvärva Kärnten, och Albrekts son Rudolf IV stiftaren (1358–1365) vann 1363 grevskapet Tyrolen; han försökte även genom så kallade arvfördrag bereda sin ätt successionen i Ungern, Böhmen och Görz. Sitt tillnamn erhöll han såsom frikostig donator, grundläggare av Stefansdomens långhus (1359) och av Wiens universitet (1365). Han är den förste habsburgare, som begagnade titeln ärkehertig. Hans båda bröder Albrekt III och Leopold III regerade 14 år gemensamt (1365–1379) och erövrade under denna tid bl. a. Breisgau i Baden (1369).
De delade 1375 sina länder (avdelningen i Klosterneuburg): Albrekt behöll övre och Nedre Österrike utom Wiener-Neustadt; allt det övriga – Steiermark, Kärnten, Tyrolen, Krain, Istrien samt besittningarna i Schwaben och Elsass – tillföll Leopold. På detta sätt uppstod två släktlinjer. 

### Albertinska linjen
Albrekt III dog 1395 och efterträddes av sonen Albrekt IV (1395–1404), som lyckades från sin kusin återtaga Krain. Sonen Albrekt V (1404–1439) slöt sig liksom fadern till de luxemburgska kejsarna och blev kejsar Sigmunds måg. Efter svärfaderns död, 1437, valdes han till kung av Ungern och Böhmen samt till tysk kung (under namn av Albrekt II). Han dog snart därefter. Albrekts postume son, Ladislaus (1440–1457), behöll sin faders arvländer, men både Ungern och Böhmen behövde myndiga regenter.
I Böhmen var Ladislaus dock konung till namnet, men landet regerades av Georg Podiebrad, som sedan blev hans efterträdare; i Ungern däremot valde man en polsk prins, Vladislav, men efter dennes död, 1444, hyllades Ladislaus, ehuru landets verklige styresman var Johan Hunyadi. Med Ladislaus utslocknade den albertinska linjen; Böhmen och Ungern gick åter förlorade för habsburgarna.

### Leopoldinska linjen
Dess stiftare, Leopold III (1379–1386), förvärvade Feldkirch, Bludenz, Hohenberg , delar av nuvarande Vorarlberg (1381) och Trieste (1382). Han stupade i strid mot schweizarna, vid Sempach (1386). Efter hans död regerade hans fyra söner Vilhelm (1386–1406), Leopold IV (1386–1411), Ernst och Fredrik IV gemensamt, men sedan de båda förstnämnda avlidit, delade Ernst och Fredrik besittningarna så, att Ernst fick Steiermark, Kärnten och Krain, Fredrik Tyrolen och områdena i Elsass, Schweiz och Schwaben. På detta sätt delades den leopoldinska linjen 1411 i två, den steiriska och den tyrolska.

#### Steiriska linjen
Ernst dog 1424 och efterlämnade tre söner, Fredrik V (som kejsare Fredrik III), Albrekt VI och Ernst, som dock dog redan 1432. Fredrik valdes 1440 till romersk konung (efter sin frände Albrekt II). Med sin broder Albrekt delade han arvländerna så, att han själv behöll Steiermark, Kärnten och Krain, medan Albrekt fick Främre Österrike. Efter den albertinska linjens utslocknande genom Ladislaus’ död, 1457, delades arvet efter honom så, att Fredrik fick Nedre och Albrekt Övre Österrike, varemot den tyrolska linjen fick Fredriks besittningar i Nederländerna. När Albrekt dog barnlös 1463, kom Övre Österrike åter till Fredrik (död 1493). Även Ungerns och Böhmens kronor sökte denne vinna, men utan framgång. Däremot vann den habsburgska makten en viktig tillväxt genom hans son Maximilians gifte 1477 med Maria av Burgund, arvtagerska till Bourgogne, Franche-Comté och Nederländerna; Bourgogne stannade dock i franske konungens händer.

#### Tyrolska linjen
Fredrik IV (d. 1439) förlorade Aargau och Kyburg i Schweiz. Hans son Sigmund (1439–1490) låg i strid med påven, blev bannlyst, förlorade till schweizarna Thurgau och abdikerade 1490 till förmån för sin kusin Fredriks son Maximilian.

## Österrike blir ärkehertigdöme
Den förste habsburgare som använde sig av titeln "ärkehertig" var Rudolf IV av Österrike (1356–1365). Allmänt erkännande vann titeln först då huvudmannen för huset Habsburg, kejsar Fredrik II, antog titeln 1453. Maximilian I (d. 1519), som 1493 efterträdde sin fader, förenade alla de habsburgska länderna som ärkehertigdömet Österrike.